# Brabantse Pijl 2004
De 44e editie van de Brabantse Pijl (Frans: Fleche Brabançonne) vond plaats op 28 maart 2004. Luca Paolini won deze eendaagse Belgische wedstrijd vóór titelverdediger Michael Boogerd van de Rabobank-formatie. De koers ging over een afstand van 198 kilometer, met de start in Zaventem en de finish in Alsemberg. In totaal wisten 47 renners de eindstreep te bereiken.

## Uitslag
| Brabantse Pijl 2004 |                  |                         |          |
| Plaats              | Naam             | Ploeg                   | Tijd     |
| Winnaar             | Luca Paolini     | Quick Step-Davitamon    | 4u30'00" |
| 2                   | Michael Boogerd  | Rabobank                | z.t.     |
| 3                   | Nico Sijmens     | Landbouwkrediet-Colnago | z.t.     |
| 4                   | Didier Rous      | Brioches La Boulangère  | z.t.     |
| 5                   | Axel Merckx      | Lotto-Domo              | z.t.     |
| 6                   | Marc Lotz        | Rabobank                | z.t.     |
| 7                   | Xavier Florencio | Relax-Bodysol           | + 1' 35" |
| 8                   | Janek Tombak     | Cofidis                 | + 2' 40" |
| 9                   | Karsten Kroon    | Rabobank                | z.t.     |
| 10                  | Michele Bartoli  | Team CSC                | z.t.     |

1961 · 1962 · 1963 · 1964 · 1965 · 1966 · 1967 · 1968 · 1969 · 1970 · 1971 · 1972 · 1973 · 1974 · 1975 · 1976 · 1977 · 1978 · 1979 · 1980 · 1981 · 1982 · 1983 · 1984 · 1985 · 1986 · 1987 · 1988 · 1989 · 1990 · 1991 · 1992 · 1993 · 1994 · 1995 · 1996 · 1997 · 1998 · 1999 · 2000 · 2001 · 2002 · 2003 · 2004 · 2005 · 2006 · 2007 · 2008 · 2009 · 2010 · 2011 · 2012 · 2013 · 2014 · 2015 · 2016 · 2017 · 2018 · 2019 · 2020 · 2021 · 2022 · 2023 · 2024